# Museo Mitre
El Museo Mitre está ubicado en la Ciudad de Buenos Aires, Argentina, en una casona colonial de 1785 en la que habitó el general Bartolomé Mitre y su familia desde 1859 hasta 1906. El inmueble fue inaugurado como museo en 1907, unos meses después de la muerte del expresidente, mediante la Ley N.º 4943 (impulsada por el diputado nacional Manuel Carlés) en la cual se autorizaba al Poder Ejecutivo a comprarlo para formarlo. 
Fue abierto al público el 3 de junio de 1907 y, en 1942, fue declarado Monumento Histórico Nacional. En él se exponen distintos objetos pertenecientes a Mitre, muestras colectivas de la historia argentina, documentos y objetos de un tema monográfico y además exposiciones temporales. Cuenta además con la llamada "Biblioteca Americana", compuesta por 60.000 libros, folletos, artículos de prensa y material audiovisual.

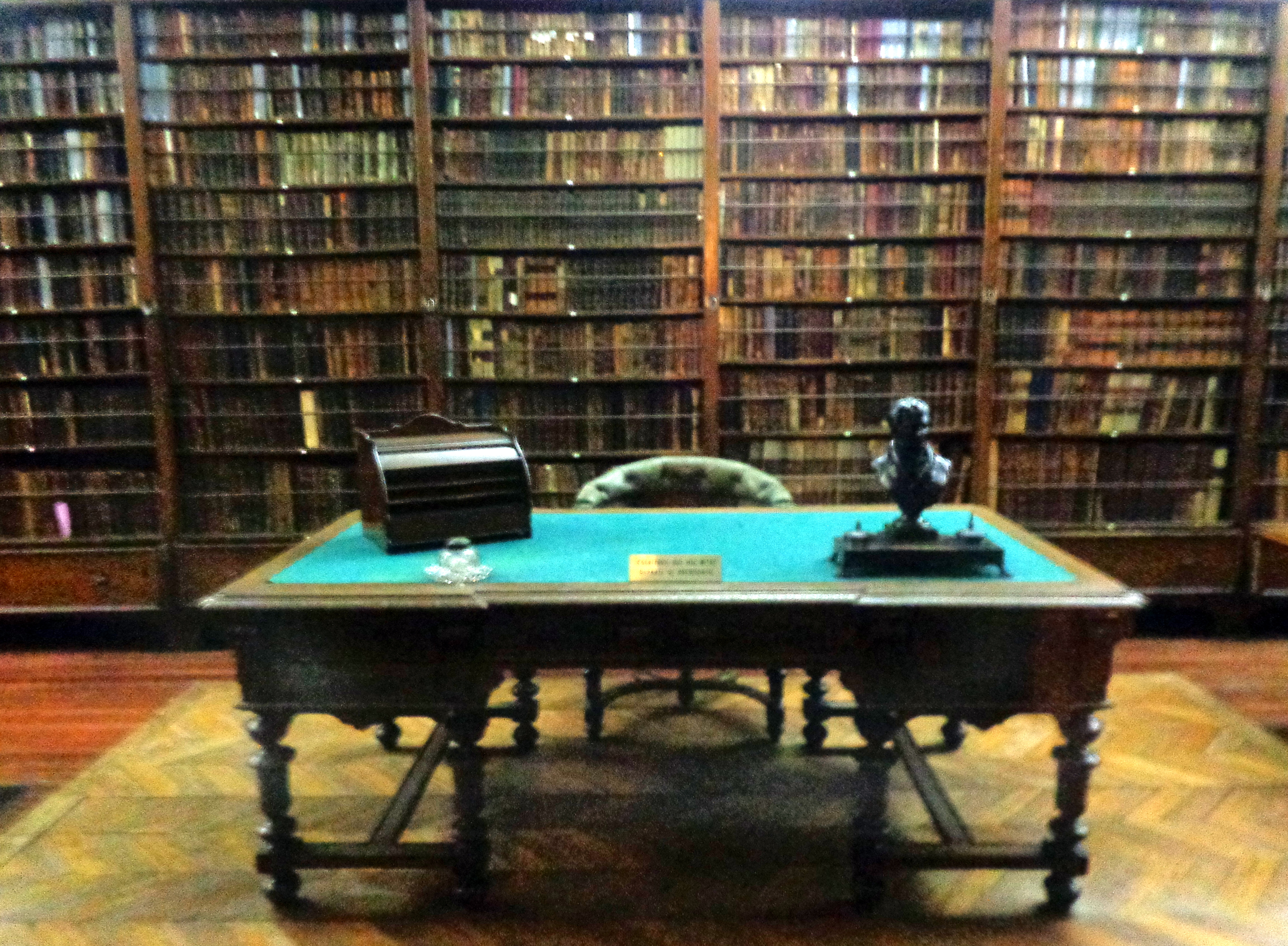
Escritorio que Mitre usó durante su Presidencia

Su fachada aparecía en el reverso de los billetes de 2 pesos argentinos, que tuvo curso legal hasta el 30 de abril de 2018. Está situado en la Calle San Martín 336.

## El edificio

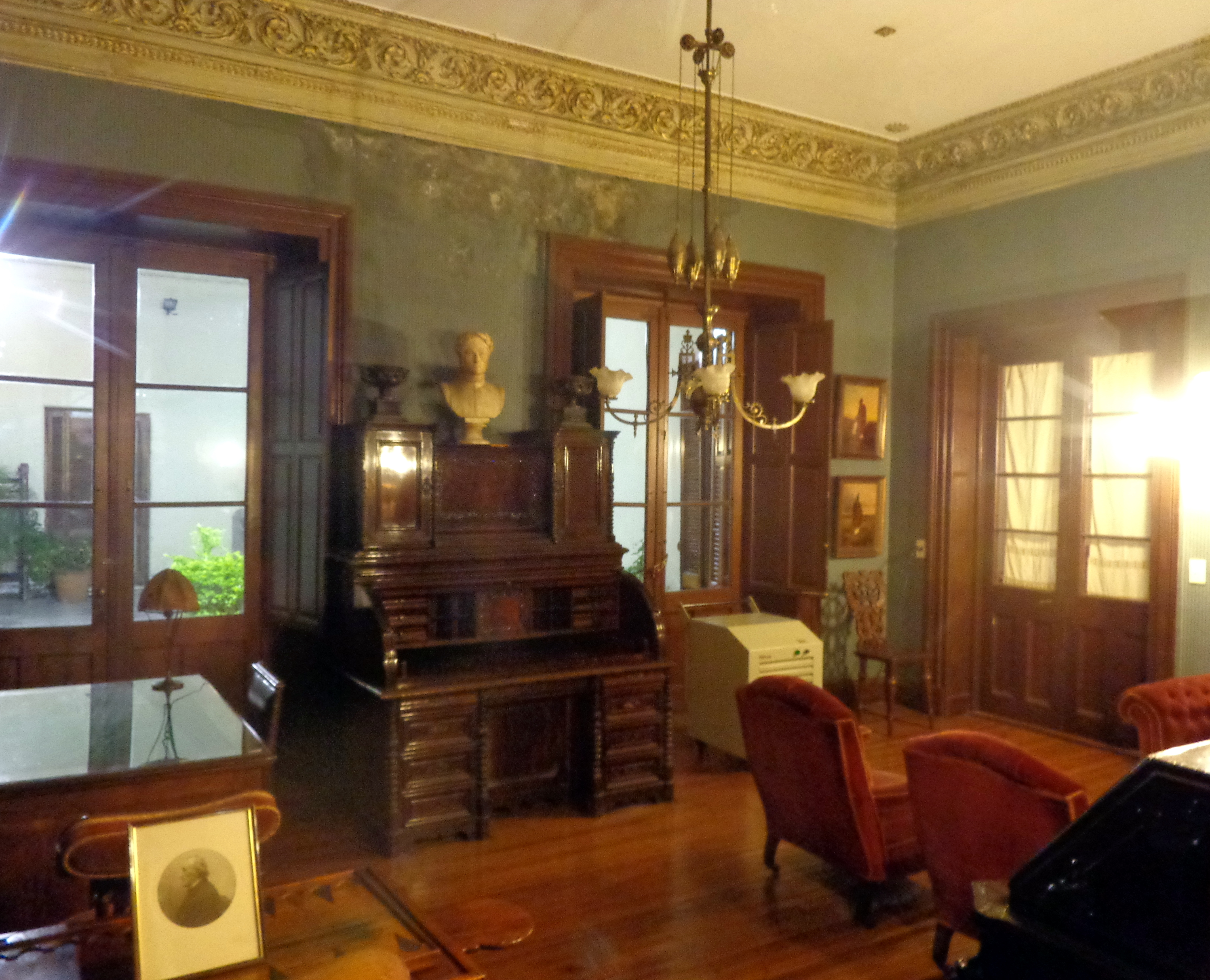
Escritorio de Recepción

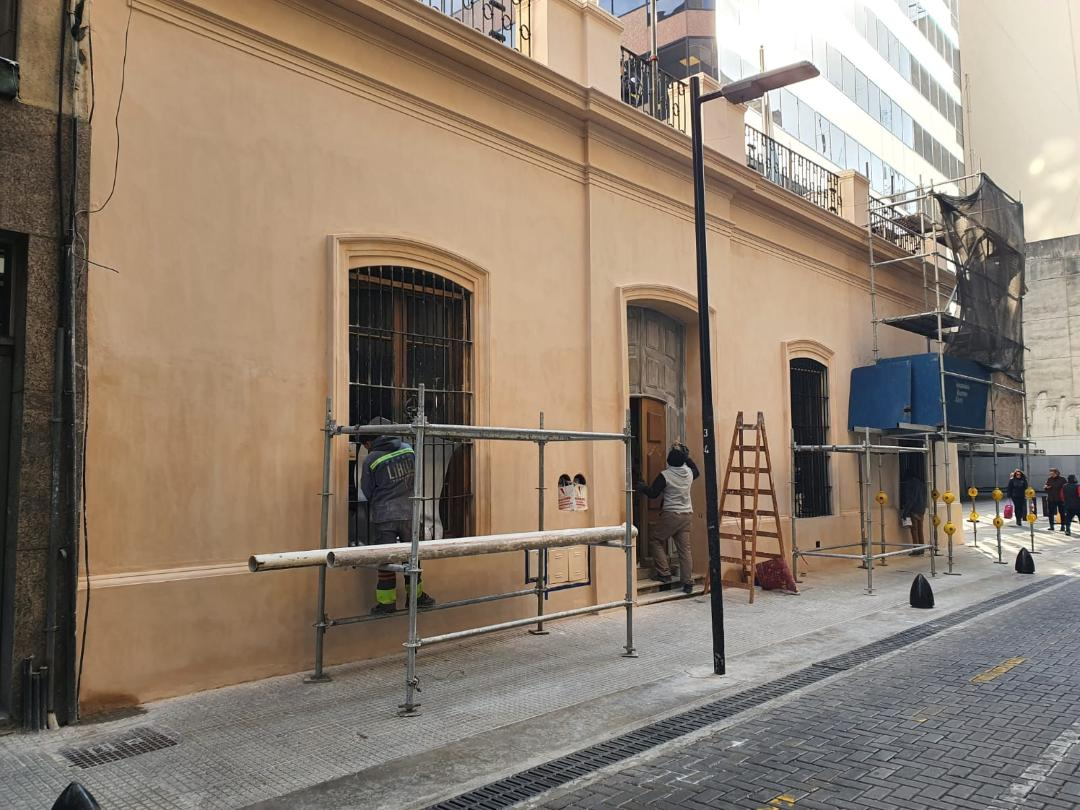
Fachada del Museo Mitre durante los trabajos de puesta en valor del edificio en 2022

La casa donde vivió Bartolomé Mitre se trata de una de las viviendas más antiguas en pie de Buenos Aires. Data de fines de 1785, y fue construida para Marcelino Carranza. En 1810 el destituido virrey del Río de la Plata Baltasar Hidalgo de Cisneros se alojó en ella, expulsado del Fuerte. Mitre la alquiló a Benigno Velázquez Ichollet en 1860, y al finalizar su presidencia en 1868 le fue regalada por una comisión que juntó los fondos que el general no podía reunir.
En ella se reunieron, el 9 de julio de 1860, Mitre, Justo José de Urquiza y Santiago Derqui.
En esta casa comenzó a ser editado el diario La Nación, creado por Mitre en 1870. En 1895 la publicación se trasladó al edificio construido para ella en el terreno contiguo hacia el norte, proyectado por el ingeniero Emilio Mitre (hijo de Bartolomé), y que sería demolido a fines de la década de 1990 para levantar allí la Torre San Martín 344.

## Descripción
Estaba estructurada como una clásica residencia colonial de desarrollo horizontal a lo largo de tres patios con las habitaciones al costado, con galerías. Mitre anexó en el piso alto su dormitorio, el baño y el escritorio. El último patio fue demolido hacia 1930 para construir allí una sala de conferencias. En la actualidad se conservan muros, carpinterías, herrajes y rejas de la fachada originales.
En sus salas se pueden apreciar el mobiliario isabelino, los espejos con dorado a la hoja, vitrales policromados en el salón comedor y la biblioteca personal del General Mitre en su planta alta.
La Biblioteca Americana
Cuenta con más de 20.000 volúmenes distribuidos en 22 categorías (de historia, geografía y lenguas americanas). Abarcan desde el siglo XVI hasta comienzos del XX y forma parte de la biblioteca general del Museo Mitre que contiene más de 70.000 volúmenes.
El Archivo Histórico
Posee las colecciones de manuscritos reunidos por Mitre, relativas a los personajes más relevantes de la historia nacional. Hay más de 48.000 piezas documentadas.